# Tingena seclusa
Tingena seclusa är en fjärilsart som först beskrevs av Alfred Philpott 1921.  Tingena seclusa ingår i släktet Tingena och familjen praktmalar. Inga underarter finns listade i Catalogue of Life.